# Bai she chuan shuo
Bai she chuan shuo (chinês tradicional: 白蛇傳說之法海, chinês simplificado: 白蛇传说之法海, pinyin: Bái Shé Chuán Shuō Zhī Fǎ Hǎi; bra: O Feiticeiro e a Serpente Branca ou A Lenda do Mestre Chinês) é um filme de ação e fantasia lançado em 2011, dirigido por Ching Siu-tung e estrelando Jet Li. É baseado em uma lenda tradicional chinesa. O filme começou a ser produzido em 10 de setembro de 2010 e foi exibido pela primeira vez em 3D em 3 de setembro de 2011, no Festival de Veneza, na Itália. Na China, foi lançado em 28 de setembro de 2011 e em Hong Kong, em 29 de setembro de 2011.

## Sinopse
O jovem e pobre médico Xu Xian é beijado por uma mulher, e se apaixona por ela, sem saber que na verdade, ela é a serpente branca. O feiticeiro monge Fahai descobre a identidade verdadeira da mulher e começa uma batalha para proteger o jovem[carece de fontes?].

## Elenco
- Jet Li como monge Fahai
- Raymond Lam como Xu Xian
- Huang Shengyi como a Serpente Branca/Susu
- Charlene Choi como a Serpente Verde/Qingqing
- Wen Zhang como Neng Ren